# Atmosphere (musikgrupp)
Atmosphere (tidigare Urban Atmosphere) är en hiphopduo från Minneapolis i delstaten Minnesota i USA. Gruppen grundades 1994 av Slug (Sean Daley) och Spawn (Derek Turner). Senare anslöt Ant (Anthony Davis) till gruppen och de släppte sitt debutalbum "Overcast!" år 1998, det enda album där samtliga tre ursprungsmedlemmar av Atmosphere medverkar.
Slug skriver själv i konvolutet till återutgåvan av "Se7en - Headshots" hur trion blev en duo. Historien i korthet är att Slug och Ant spelade in fem till tio nya låtar i veckan åren efter "Overcast!" där Spawn inte medverkade alls. Slug tolkade detta som att Spawn inte var tillfreds med var gruppen var på väg musikaliskt. Spawns tolkning av situationen var att Slug och Ant inte behövde honom. När ingen kompromiss gick att finna lämnade Spawn Atmosphere.
Nästa fullängdsplatta, "Lucy Ford, The Atmosphere EP's", släpptes år 2001 och var som titeln antyder en samling av tidigare släppta EP. Mycket av skivan centrerar kring Slugs struliga relation med Lucy Ford (den kvinnliga djävulen, jämför Lucifer), med vem Slug har en son vid namn Jacob.
Därefter har Atmosphere släppt albumen "God Loves Ugly" (2002), "Seven's Travels" (2003) och "You Can't Imagine How Much Fun we're Having" (2005). "When Life Gives You Lemons You Paint that Shit Gold" (2008)
Gruppens skiva, "The Family Sign", släpptes i början av 2011.

## Diskografi
Studioalbum
- Overcast! (1997)
- God Loves Ugly (2002)
- Seven's Travels (2003)
- You Can't Imagine How Much Fun We're Having (2005)
- When Life Gives You Lemons, You Paint That Shit Gold (2008)
- The Family Sign (2011)
- Southsiders (2014)
- Sad clown bad year (2018)
- WORD? (2021)

EP
- Overcast! EP (1997)
- Ford One (2000)
- Ford Two (2000)
- The Lucy EP (2001)
- Leak at Will (2009)
- To All My Friends, Blood Makes The Blade Holy: The Atmosphere EP's (2010)

Singlar (på Billboardlistorna)
- Modern Man's Hustle (2002) (#18 på Billboard Hot Rap Songs)
- You (2008) (#38 på Billboard Alternative Songs)
- Someday Soon (2012) (#62 på Billboard Hot R&B/Hip-Hop Songs)

Samlingsalbum
- Lucy Ford: The Atmosphere EPs (2001)
- Headshots: SE7EN (2005)

Sad Clown/Bad Dub (serie av liveinspelningar)
- Sad Clown Bad Dub (1999)
- Sad Clown Bad Dub II (2000)
- Sad Clown Bad Dub 3 (2002)
- Sad Clown Bad Dub 4 DVD (2002)
- Sad Clown Bad Dub 5 (2003)
- Sad Clown Bad Dub 6 (2003)
- Random Vol. 3 / Sad Clown Bad Dub 7 (2003)
- Happy Clown Bad Dub 8 / Fun EP (2006)
- Sad Clown Bad Summer 9 (2007)
- Sad Clown Bad Fall 10 (2007)
- Sad Clown Bad Winter 11 (2007)
- Sad Clown Bad Spring 12 (2008)
- Sad Clown Bad Dub 13 DVD (2008)